# Bergnasenbär
Der Bergnasenbär (Nasua olivacea, Synonym: Nasuella olivacea) ist eine Raubtierart aus der Familie der Kleinbären (Procyonidae).

## Beschreibung
Der Bergnasenbär ähnelt dem Südamerikanischen Nasenbären, ist aber deutlich kleiner und weist einen kürzeren Schwanz auf. Sein dichtes, raues Fell ist graubraun, rotbraun oder fuchsrot, je nach Unterart, gefärbt, der Schwanz ist gelbgrau-dunkelbraun geringelt. Die Schnauze ist wie bei den anderen Nasenbären langgestreckt und sehr beweglich und ähnelt einem sehr kurzen Rüssel, allerdings ist ihr Schädel noch langgestreckter. Diese Tiere erreichen eine Kopfrumpflänge von 36 bis 39 Zentimetern und eine Schwanzlänge von 20 bis 24 Zentimetern.

## Verbreitung und Lebensraum
Bergnasenbären leben in Kolumbien, dem westlichen Venezuela und Ecuador. Ihr Lebensraum sind höhergelegene Wälder in 2000 bis 3200 Meter Seehöhe.

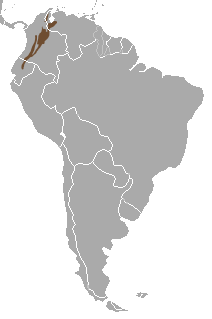
Verbreitungskarte des Bergnasenbär

## Lebensweise
Über die Lebensweise der Bergnasenbären ist wenig bekannt. Sie dürften wie die anderen Nasenbären vorwiegend am Boden leben und tagaktiv sein. Die Männchen leben einzelgängerisch und sind streng territorial, während die Weibchen und Jungtiere Gruppen bilden. Ihre Nahrung besteht vorwiegend aus Insekten, die sie mit den beweglichen Nasen im Boden suchen, daneben nehmen sie auch kleine Wirbeltiere und möglicherweise Früchte zu sich.

## Systematik
Der Bergnasenbär wurde 1865 durch den britischen Zoologen John Edward Gray erstmals wissenschaftlich beschrieben. 1915 führte der US-amerikanische Zoologe Ned Hollister die Gattung Nasuella ein, mit dem Bergnasenbären als einziger Art. 2021 wurde der Bergnasenbär in die Gattung Nasua gestellt, da sich weder im Karyotyp noch in der Mitochondrialen DNA genügend Hinweise für eine Sonderstellung der Art in eine eigenständige Gattung finden lassen.

## Bedrohung
Bergnasenbären gelten als selten, wenn auch ihr genauer Gefährdungsgrad unbekannt ist.
Die Gründe für den Rückgang der Populationen dürften im Verlust ihres Lebensraumes und möglicherweise in der Bejagung liegen.